# Émile Lemoine
Émile Michel Hyacinthe François Lemoine (Quimper, 22 novembre 1840 – Parigi, 21 dicembre 1912) è stato un matematico francese, noto per i suoi contributi alla geometria del triangolo.
Lemoine si laureò a Parigi nel 1860, insegnò per alcuni anni, quindi si dedicò all'ingegneria civile. Nonostante svolgesse l'attività di ingegnere, Lemoine continuò i suoi studi in campo matematico, dedicandosi specialmente alla geometria; molto importante fu un suo articolo pubblicato da Nouvelle annales de mathématiques che Lemoine lesse, nel 1873 durante un incontro organizzato dall'Associazione Francese per il Progresso della Scienza, svoltosi a Lione, e intitolato: A proposito di alcune proprietà di un punto notevole del triangolo. Tale opera fu di fondamentale importanza per la moderna geometria del triangolo.
Egli introdusse anche la nozione di complessità nelle costruzioni geometriche, suggerimento che però fu ampiamente ignorato dai contemporanei.

## Biografia

### Primi anni (1840-1869)
Lemoine nacque a Quimper, Bretagna, il 22 novembre 1840, figlio di un capitano militare in pensione che aveva partecipato alle campagne del Primo Impero francese che si verificano dopo il 1807. Da bambino frequentò il Prytanée national militaire di La Flèche con una borsa di studio concessagli poiché suo padre aveva contribuito a fondare la scuola. Durante questo periodo pubblicò un articolo su Nouvelles annales de Mathématiques, discutendo le proprietà del triangolo.
Lemoine venne accettato nella École Polytechnique di Parigi all'età di vent'anni, lo stesso anno della morte del padre. Lì, da studente e presunto trombettista, contribuì a fondare un gruppo musicale amatoriale chiamato La Trompette, per il quale Camille Saint-Saëns compose diversi pezzi. Dopo la laurea nel 1866 considerò una carriera in legge ma venne scoraggiato dal fatto che la sua difesa per l'ideologia repubblicana e le sue opinioni religiose liberali si scontravano con gli ideali del governo in carica, il Secondo Impero francese. Invece studiò e insegnò presso varie istituzioni, come studente sotto J. Kiœs all'École Spéciale d'Architecture e all'École des Mines, insegnando a Uwe Jannsen presso le stesse scuole, e studiando con Charles-Adolphe Wurtz all'École des Beaux Arts e l'École de Médecine. Lemoine insegnò anche presso varie istituzioni scientifiche di Parigi e come insegnante privato, prima di accettare la nomina a professore presso l'École Polytechnique.

### Mezza età (1870-1887)
Nel 1870 una malattia della laringe lo costrinse a interrompere il suo insegnamento. Prese una breve vacanza a Grenoble e, quando tornò a Parigi, pubblicò alcune delle sue rimanenti ricerche in matematica. Inoltre partecipò e fondò diverse società e riviste scientifiche, come ad esempio la Société Mathématique de France, il Journal de Physique, e la Société de Physique, il tutto nel 1871.
In qualità di membro fondatore dell'Associazione Française pour l'avancement des Sciences, Lemoine presentò alla riunione dell'associazione a Lilla nel 1874 quello che è diventato il suo articolo più conosciuto: Note sur les Propriétés du centre des médianes antiparallèles dans un triangle. Il tema centrale di quel lavoro riguarda il punto che porta il suo nome ancora oggi. La maggior parte degli altri risultati discussi nel documento riguarda vari punti conciclici che possono essere costruiti partendo dal punto di Lemoine.
Lemoine servì nell'esercito militare francese per qualche tempo, negli anni successivi alla pubblicazione dei suoi scritti più noti. Congedato durante la Comune, divenne ingegnere civile di Parigi. In questa carriera, egli raggiunse il grado di ispettore capo, carica che ricoprì fino al 1896. Mentre era ispettore capo, fu il responsabile per la fornitura di gas della città.

### Ultimi anni (1888-1912)
Durante il suo incarico come ingegnere civile, Lemoine scrisse un trattato riguardante le costruzioni con riga e compasso dal titolo La Géométrographie ou l'art des constructions géométriques, che considerava il suo più grande lavoro, nonostante non sia stato ben accolto dalla critica. Il titolo originale era De la mesure de la simplicité dans les sciences mathématiques e l'idea originale per il testo era quella di discutere i concetti che Lemoine aveva ideato riguardanti la totalità della matematica. Vincoli di tempo, tuttavia, limitarono gli scopi del trattato. Invece dell'idea originale, Lemoine propose una semplificazione del processo di costruzione di una serie di operazioni di base con compasso e righello. Presentò questo trattato all'incontro dell'Associazione Française a Orano in Algeria nel 1888. Il documento, tuttavia, non raccolse molto entusiasmo e interesse tra i matematici radunati lì. Lemoine pubblicò diversi altri trattati sul suo sistema di costruzione nello stesso anno, tra cui Sur la mesure de la simplicité dans les constructions géométriques in Comptes rendus dell'Académie française. Ha poi pubblicato articoli supplementari sull'argomento in Mathesis (1888), Journal des mathématiques élémentaires (1889), Nouvelles annales de Mathématiques (1892), e La Géométrographie ou l'art des constructions géométriques, quest'ultimo presentato in occasione della riunione dell'Associazione Française a Pau (1892), e di nuovo a Besançon (1893) e Caen (1894).
Dopodiché Lemoine pubblicò un'altra serie di articoli, in particolare su quella che ha definito transformation continue (trasformazione continua), che riguardava le equazioni matematiche per oggetti geometrici. Il significato di trasformazione è differente da quello della definizione moderna. I suoi articoli su questo argomento includono Sur les transformations systématiques des formules relatives au triangle (1891), Étude sur une nouvelle transformation continue (1891), Une règle d'analogies dans le triangle et la spécification de certaines analogies à une transformation dite transformation continue (1893), e Applications au tétraèdre de la transformation continue (1894).
Nel 1894, Lemoine cofondò un altro giornale matematico intitolato L'intermédiaire des mathématiciens, insieme a Charles-Ange Laisant, un amico che ha incontrato presso l'Ecole Polytechnique. Lemoine aveva pianificato una tale rivista fin dall'inizio del 1893, ma pensò che allora sarebbe stato troppo occupato per crearlo. Ad una cena con Laisant nel marzo 1893 parlò dell'idea della rivista. Laisant lo persuase a creare la rivista e così si avvicinò alla casa editrice Gauthier-Villars, che ne pubblicò il primo numero nel gennaio 1894. Lemoine fu il primo editore della rivista e mantenne la posizione per parecchi anni. L'anno dopo la pubblicazione iniziale della rivista si ritirò dalla ricerca matematica pur continuando a sostenere la materia. Lemoine morì il 21 febbraio 1912 a Parigi.

## Contributi
Il lavoro di Lemoine è noto per aver contribuito a porre le basi della moderna geometria triangolare. L'American Mathematical Monthly, in cui è stato pubblicato gran parte del lavoro di Lemoine, ha dichiarato che "A nessuno di questi [geometri] più di Émile-Michel-Hyacinthe Lemoine è dovuto l'onore di iniziare questo movimento [della moderna geometria del triangolo] ... " In occasione della riunione annuale della Accademia delle Scienze di Parigi nel 1902, Lemoine ha ricevuto il premio Francoeur di 1000 franchi, e così ogni anno fino al 1912, con la sola eccezione del 1905.

### Punto e cerchio di Lemoine

L è il punto di Lemoine; Le linee blu sono le mediane, le linee verdi sono le bisettrici e le linee rosse sono le simmediane (i riflessi delle linee blu nelle linee verdi).

Nel suo articolo del 1874, dal titolo Note sur les Propriétés du centre des médianes antiparallèles dans un triangle, Lemoine ha dimostrato la concorrenza delle simmediane di un triangolo, ovvero i riflessi delle mediane del triangolo sopra le bisettrici. Altri risultati inclusi nell'articolo sono l'idea che la simmediana di un vertice del triangolo divide il lato opposto in segmenti il cui rapporto è uguale al rapporto dei quadrati degli altri due lati.
Lemoine ha anche dimostrato che se sono disegnate linee passanti per il punto Lemoine e parallele ai lati del triangolo, allora i sei punti di intersezione delle linee e dei lati del triangolo sono conciclici, ovvero si trovano su un cerchio. Questo cerchio è ora conosciuto come primo cerchio di Lemoine o semplicemente come cerchio di Lemoine.

### Sistema costruttivo
Il sistema delle costruzioni
di Lemoine, la Géométrographie, ha tentato di creare un sistema metodologico con il quale le costruzioni potessero essere giudicate. Questo sistema ha consentito un processo più diretto per la semplificazione delle costruzioni esistenti. Nella sua descrizione, ha elencato cinque operazioni principali: porre la punta di un compasso su un determinato punto, appoggiarlo su una data linea, disegnare un cerchio con il compasso posizionato sul punto o la linea di cui sopra, porre un righello su una data linea, e estendere la linea con il righello.
La "semplicità" di una costruzione potrebbe essere misurata dal numero delle sue operazioni. Nel suo articolo, Lemoine ha discusso ad esempio il problema di Apollonio, originariamente posto da Apollonio di Perga durante il periodo ellenistico: il metodo di costruzione di un cerchio tangente a tre dati cerchi. Il problema era già stato risolto da Joseph Diaz Gergonne nel 1816 con una costruzione di semplicità 400, ma la soluzione presentata da Lemoine aveva semplicità 154. Sono note soluzioni ancora più semplici come quelle trovate da Frederick Soddy nel 1936 e da David Eppstein nel 2001.

### Congetture e estensioni di Lemoine
Nel 1894, Lemoine dichiarò quella che oggi è conosciuta come la congettura di Lemoine (o congettura di Levy, dato che Hyman Levy, all'oscuro di quella di Lemoine, la riscoprì nel 1963, e la sua versione ottenne maggiore visibilità di quella originaria): Ogni numero dispari che è superiore a tre può essere espresso nella forma 2p + q, dove p e q sono primi. Nel 1985, John Kiltinen e Peter Young congetturarono un'estensione della congettura che hanno chiamato "congettura di Lemoine raffinata". Hanno pubblicato la congettura in un giornale della Mathematical Association of America: Per ogni numero dispari m, maggiore o uguale a 9, ci sono numeri primi dispari p, q, r e s e interi positivi j e k tali che m = 2p + q, 2 + pq = 2j + r and 2q + p = 2k + s. [...] lo studio ha diretto la nostra attenzione agli aspetti più sottili della teoria additiva dei numeri primi. La nostra congettura riflette questo, si tratta di interazioni di somme che coinvolgono numeri primi, mentre la congettura di Goldbach e la congettura di Lemoine hanno a che fare con tali somme solo individualmente. Questa congettura e le questioni aperte sui numeri a livelli due e tre sono di interesse nel loro diritto a causa dei problemi che sollevano all'interno di questa affascinante e spesso sconcertante regno additivo dei numeri primi."

## Ruolo nella moderna geometria del triangolo
Lemoine è stato descritto da Nathan Altshiller Court come cofondatore (insieme a Henri Brocard e Joseph Jean Baptiste Neuberg) della moderna geometria del triangolo, un termine usato da William Gallatly, tra gli altri. In questo contesto, il termine "moderna" viene utilizzato per riferimento alla geometria sviluppata dalla fine del XVIII secolo in avanti. Tale geometria si basa sull'astrazione delle figure nel piano piuttosto che sui metodi analitici utilizzati in precedenza che coinvolgono misure e distanze angolari specifiche. La geometria si concentra su temi come collinearità, concorrenza, e conciclicità, in quanto non riguardano le misure elencate in precedenza.
Il lavoro di Lemoine definì molte delle caratteristiche più significative di questo movimento. Il suo Géométrographie e le relazioni sulle equazioni di tetraedri e triangoli, così come il suo studio su convergenze e conciclicità, hanno contribuito alla moderna geometria triangolare del tempo. La definizione dei punti del triangolo, come il punto di Lemoine è stata anche un punto fermo della geometria, e altri geometri moderni del triangolo come Brocard e Gaston Tarry hanno scritto riguardo simili punti.

## Opere
- Sur quelques propriétés d'un point remarquable du triangle (1873)
- Note sur les propriétés du centre des médianes antiparallèles dans un triangle (1874)
- Sur la mesure de la simplicité dans les tracés géométriques (1889)
- Sur les transformations systématiques des formules relatives au triangle (1891)
- Étude sur une nouvelle transformation continue (1891)
- La Géométrographie ou l'art des constructions géométriques (1892)
- Une règle d'analogies dans le triangle et la spécification de certaines analogies à une transformation dite transformation continue (1893)
- Applications au tétraèdre de la transformation continue (1894)
- Note on Mr. George Peirce's Approximate Construction for pi, in Bull. Amer. Math. Soc., vol. 8, n. 4, 1902,  pp. 137-148, DOI:10.1090/s0002-9904-1902-00864-1.